# 1941年新四军编制序列

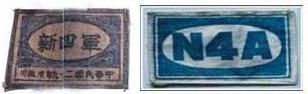
新四军臂章

1941年新四军编制序列，为列举1941年春国民革命军陆军新编第四军的编制序列。
根据国共两党达成的协议，1937年10月，江西、福建、广东、湖南、湖北、河南、浙江、安徽等八省的红军和游击队改编为国民革命军陆军新编第四军，简称新四军，团结抗日。该部队仍归属中共中央军事委员会直接领导与指挥。1941年1月皖南事变后，国民政府取消了新四军的番号。20日，中共中央革命军事委员会命令重建国民革命军陆军新编第四军军部。直到1947年初，中共中央军委才正式将新四军部队改编为中国人民解放军。
新四军自建制以来逐步进行扩编，至1941年春，新四军下辖第1、2、3、4、5、6、7师、独立旅，共计90000余人。

## 背景

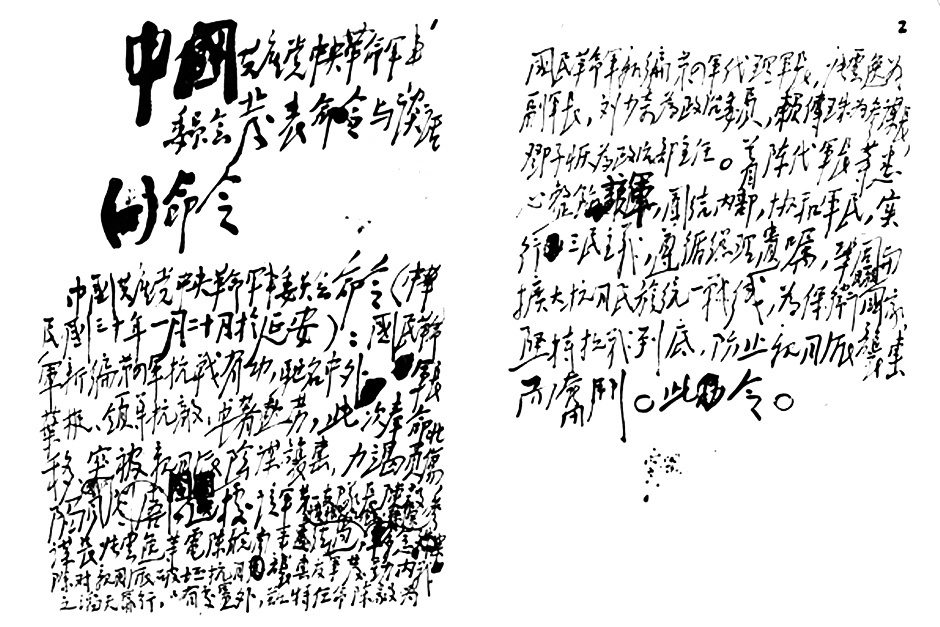
中共中央军委关于重建新四军军部的命令

1940年10月，国民党正副参谋总长发给朱彭叶项“皓电”，要求八路军、新四军一律开往黄河以北。毛泽东以上述受令者“朱彭叶项”四人名义答复：“同意将安徽南部的新四军部队调到长江以北。”但新四军并未如皓电所言立即移防，而冲突仍继续。
1941年1月，国民党发动皖南事变，叶挺被扣，项英遇害，蒋介石下令取消新四军番号。20日，中共中央革命军事委员会命令重建国民革命军陆军新编第四军军部，以陈毅为代理军长，刘少奇为政治委员，张云逸为副军长，赖传珠为参谋长，邓子恢为政治部主任。1月25日，新军部以华中总指挥部为基础宣告成立。随后成立了中共中央军委华中分会，又称新四军分会，刘少奇为书记，陈毅、张云逸、邓子恢、赖传珠为委员。
新军部将长江南北的新四军和陇海铁路以南的八路军，统一整编为7个师1个独立旅。共9万人。

## 军部

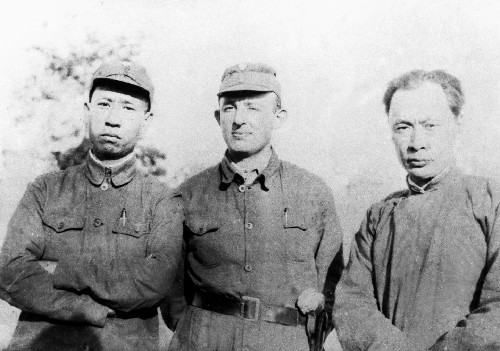
1941年，奥地利医学博士罗生特（中）与刘少奇（左）陈毅（右）合影

代理军长陈毅、政治委员刘少奇、副军长张云逸、参谋长赖传珠、政治部主任邓子恢。

### 司令部
- 参谋处：处长陈锐霆
  - 第2科：科长王培臣
  - 第4科：科长石襄田
  - 第5科：科长陈铁君、洪隆
  - 第6科：副科长汪晓云
  - 第7科：科长陈铁君

### 政治部
- 秘书长：邓逸凡
- 组织部：部长饶漱石、副部长张凯（后）
- 宣传部：部长钱俊瑞
- 锄奸部：部长汤光恢
- 敌军工作部：部长刘贯一
- 情报部：部长封裔应

### 其他部门
- 供给部：部长宋裕和，副部长叶进明
- 卫生部：部长沈其震，副部长戴济民、崔义田、齐仲桓
- 军工部：部长韩振纪，副部长吴师孟、孙象涵、喻篙岳
- 财政经济部：部长朱毅，副部长李人俊、骆耕漠。
- 独立旅：由八路军115师教导第5旅改编，旅长梁兴初，政治委员罗华生，副旅长吴世安，参谋长李梓斌，政治部主任刘兴元。（1942年12月，仍称八路军115师教导第5旅。）
  - 第1团：团长胡大荣、政治委员覃士冕、政治处主任江拥辉
  - 第2团：团长江燮元、政治委员叶绍贤、政治处主任罗成山
  - 第3团：团长吴觉，政委晏成山
- 军部特务团：团长姜茂生[1]、熊应堂（后）、政治委员邱相田[1]、参谋长张云龙、政治处主任吴骥闷、阙中一（后）

## 第一师

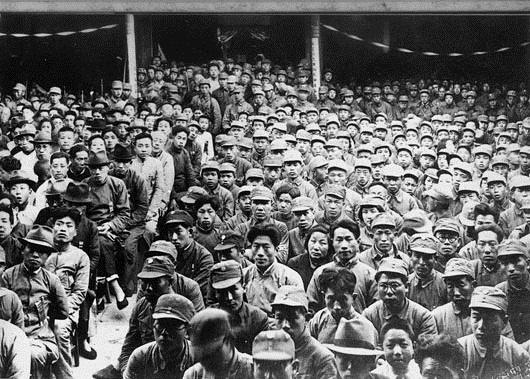
1941年4月20日，以新四军第一师为基础成立苏中军区，这是苏中军区成立大会

由苏北指挥部所属部队改编，师长粟裕、政治委员刘炎、副师长叶飞、政治部主任钟期光。
- 供给部：部长蔡良[2]

### 第1旅
第1旅，旅长兼政治委员叶飞（后政委韦一平），副旅长陈玉生，参谋长张藩，政治部主任吉洛、阮英平（后），副主任许家屯。
- 供给部：部长杨步青、政治委员周文在
- 第1团：团长王萱春、政治委员乔信明、副政治委员兼政治处主任曾如清、参谋长汤万一、刘亨云（后）
- 第2团：团长廖政国、张宜友（后）、政治委员张潮夫、李一平（后）、参谋长吴森亚、梅子益（后）、政治处主任孙克骥、朱群（后）
- 第3团：团长田铁夫、谢友才（后）、政治委员李一平、张抄（后）、副团长陈宗宝、参谋长谢友才

### 第2旅
第2旅，旅长王必成，政治委员刘培善，副旅长段焕竞，参谋长杜屏，政治部主任陈时夫。
- 供给部：部长黄志远、陈望歧（后）
- 第4团：团长段焕竞、刘别生（后）、政治委员郭猛、参谋长俞炳辉、政治处主任童炎生、郭猛（兼）
- 第5团：团长张强生、政治委员吴嘉民、参谋长林伟生、政治处主任林胜国
- 第6团：团长张日清、刘史明（后）、政治委员罗维道，参谋长刘史明、柴荣生（后）、政治处主任贺桂华、汪志华（后）

### 第3旅
第3旅，旅长陶勇、政治委员刘先胜、吉洛（后）、参谋长张震东、梅嘉生（后）、政治部主任卢胜、副主任符确坚、彭德清（后）。
- 供给部：部长赖畅茂
- 卫生部：部长高黎明
- 第7团：团长黄才胜、严昌荣（后），政治委员吴载文、汪克明（后），副团长严桥营、参谋长朱传保，政治处主任符确坚、刘亚奇（后）、鲍志椿（后）
- 第8团：团长王澄、政治委员罗桂华、彭德清（后）、参谋长朱传保[1]、政治处主任鲍志椿、姚力（后）
- 第9团：团长廖昌金、李志民（后）、政治委员罗永华、李干辉（后）、参谋长蒋克定、政治处主任罗永华（兼）、韩念龙（后）[3]

## 第二师
由江北指挥部所属部队改编，师长张云逸、政委郑位三、副师长罗炳辉、参谋长周骏鸣、政治部主任郭述申、副主任张劲夫。
- 供给部：部长胡弼亮
- 抗日军政大学第8分校：校长张云逸（兼）、副校长罗炳辉（兼）、教育长冯文华、政治部主任高志荣
- 特务团：（领导人不详）

### 第4旅

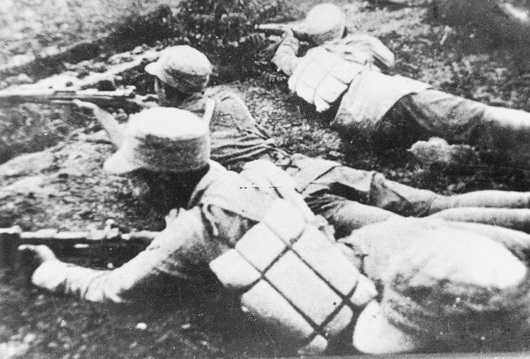
新四军第2师第4旅部队在江苏省盱眙县莲塘进行战前练兵

第4旅，旅长梁从学，政治委员王集成，副旅长吴世安，参谋长黄一平、詹化雨、黄序周，政治部主任李世焱、王集成（后兼）
- 第10团：团长秦贤安、政治委员李士炎、钟明彪（后）、副团长程启文、参谋长胡定千、王凤岐（后）、程启文（后兼）、政治处主任蔡炳臣、童人和（后）、副主任许军成
- 第11团：团长吴华夺[1]、政治委员高志荣、蔡炳臣（后）、参谋长文咸生、政治处主任李清泉
- 第12团：团长杜国平、谭知耕（后代），政治委员徐海珊、余嗣贵（后），参谋长谭知耕，政治处主任裴先白

### 第5旅
第5旅，旅长成钧，政治委员赵启民，副旅长林英坚，参谋长黄序周、张元寿（后），政治部主任张劲夫、侯政（后）。
- 第13团：团长林英坚（兼）、刘别生（后）、政治委员祝世凤、副团长万载阳、参谋长黄立咎、黄茶（后）、政治处主任江腾蛟
- 第14团：团长徐生康、政治委员童浩生、胡备（后）、副团长兼参谋长宋文、政治处主任胡炜、袁友义（后）[4]
- 第15团：团长饶守坤、刘起增（后）、政治委员朱云谦 、参谋长胡定南、胡健英（后）、政治处主任王敬群、胡少卿（后）、沈右榜（后）

### 第6旅
第6旅，旅长兼政治委员谭希林，副旅长孙仲德，参谋长朱绍清，副参谋长黄元庆、政治部主任张树才、徐祥亨。
- 第16团：团长张翼翔、政治委员邓少东、副团长李世怀、兰金祝（后）、参谋长朱鹤云、政治处主任郑庆和
- 第17团：团长艾明山（后）、政治委员兼政治处主任殷绍礼、副团长李占彪
- 第18团：团长陈庆先、政治委员廖成美、副团长艾明山、参谋长方和平、政治处主任杨效春

### 津浦路东联防司令部
司令员杨梅生，政治委员刘顺元，副司令员罗占云，参谋长赵俊真，政治部主任侯政，副主任李代耕。
- 独立第3团：团长李世安、政治委员王善甫、参谋长王振平、政治处主任郑杉成
- 独立第4团：团长罗占云（兼）、政治委员刘火华、副团长彭思忠、参谋长朱仁起、政治处主任朱成

### 津浦路西联防司令部
司令员郑抱真，政治委员谭光廷，参谋长李国厚，副参谋长孙济民，政治部主任张执一、黄岩（后）。

## 第三师

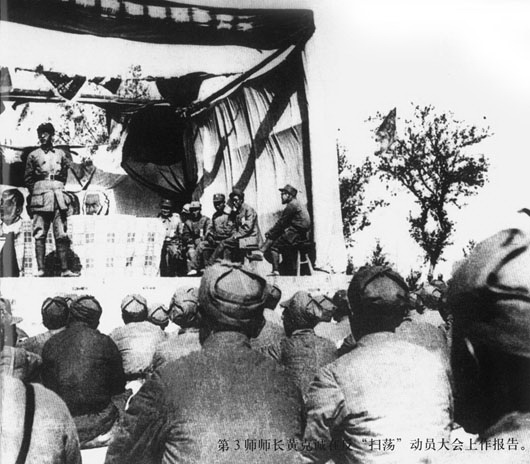
新四军第三师师长黄克诚在反扫荡动员大会上作报告

由八路军第五纵队改编，师长兼政治委员黄克诚、副师长张爱萍、参谋长彭雄，政治部主任吴文玉。

### 第7旅
第7旅，旅长彭明治，政治委员朱涤新、汪克明（后），副旅长田维扬，参谋长黄炜华，政治部主任郭成柱。
- 第19团：团长胡炳云、政治委员王东保、刘锦屏（后）、副团长朱庆祥、张万春（后）、参谋长宋立荣、政治处主任石瑛
- 第20团：团长黄炜华、王东保（后）、政治委员冯志祥、副团长马仁辉、参谋长李荣泗、政治处主任宋维栻、魏佑铸（后）
- 第21团：团长俞增林、政治委员罗友荣、洪静敏（后）、副团长王良太、参谋长钟玉祥、政治处主任陈友仁

### 第8旅
第8旅，旅长田守尧，政治委员吴信泉，副旅长常玉清，参谋长胡继成、政治部主任李雪三。
- 第22团：团长张天云、政治委员张池明、副团长童世明、参谋长尹捷峰、庄林（后）、政治处主任张池明（兼）、刘赞洲（后）[5]
- 第23团：团长覃健、鲍启祥（后）、政治委员贺大增、副团长黄忠诚、参谋长叶建民、政治处主任沈东屏、陈志芳（后）
- 第24团：团长胡继成、谢振华（后）、政治委员鲁启祥、李少元（后）、副团长陈发鸿、参谋长胡品三（后）、政治处主任李少元、程世清

（后）

### 第9旅
第9旅，旅长张爱萍，政治委员韦国清，参谋长杨志雅，政治部主任张震球。（1941年9月与第四师第十旅对换建制）
- 第25团：团长徐体三、政治委员李浩然、副团长沙风、政治处主任顾寒星
- 第26团：团长翁徐文、罗应怀（后）、政治委员谢锡玉、刘锡光（后）、副团长兼参谋长严光、政治处主任胡发祥、章震（后）
- 第27团：团长赵汇川、政治委员蒋明、王静敏（后）、参谋长何玉祥、刘文学（后）、政治处主任孙朝旭

### 盐阜军区

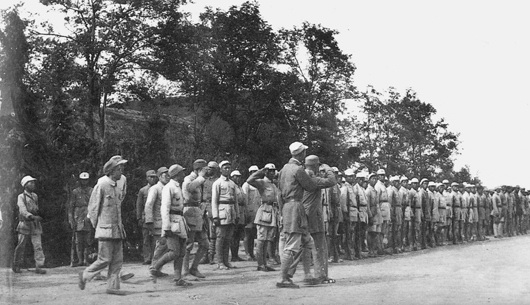
1941年夏，陈毅在洪学智的陪同下检阅新四军

1941年6月组建，司令员洪学智、政治委员刘彬、政治部主任杨光池。12月由第三师兼盐阜军区。
- 盐城地方武装
- 阜宁地方武装
- 淮安地方武装
- 涟东地方武装[6]

### 淮海军区
1941年3月组建，司令员覃健，政治委员金明
- 泗阳独立团
- 淮河大队
- 沭阳大队
- 沭河大队
- 沂河大队
- 东海大队
- 滨海大队
- 淮阴大队[7]

### 皖东北保安司令部
副司令员常玉清
- 宿东独立团

## 第四师

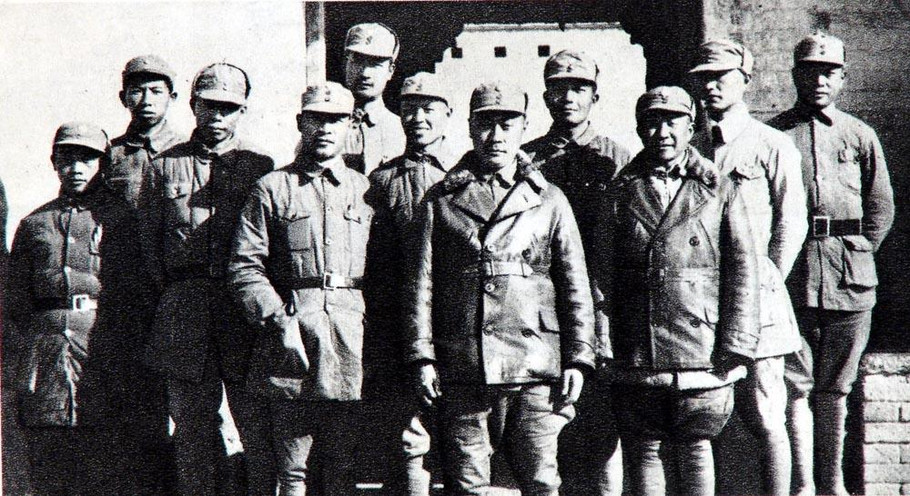
1941年11月18日，陈毅视察新四军第四师第九旅。左三起：张震球、彭雪枫、张震寰、韦国清、陈毅；左九起：张云逸、张爱萍、杨志雅

由八路军第四纵队改编，师长兼政治委员彭雪枫，参谋长张震，政治部主任萧望东、吴芝圃（代），副主任赖毅、孔石泉（后）。
- 司令部
  - 第1科：科长白浪、程致远
  - 第2科：科长盛士坤
  - 第3科：科长肖学林、熊梦飞（后）、副科长熊梦飞
  - 第4科：科长何正德、罗会廉（代）
  - 第5科：科长蓝侨、副科长廖弼臣
  - 机要科：科长吴振英、冯贤驹（后）、副科长周汗英
  - 秘书处：秘书长岳夏、副秘书长王少庸
- 政治部
  - 组织部：部长赖毅（兼）、副部长邱会作
  - 宣传部：部长潘琪、陈其五（后）、副部长李毅（后）
  - 锄奸部：副部长张德绍
  - 敌工部：部长刘贯一、副部长王子光
  - 民运部：部长康步云、副部长孙叔平
  - 联络部：部长任泊生
  - 直属政治部：主任梁干泓[8]
- 供给部：部长谢胜坤、政治委员邱会作、副部长郭金林、资凤（后）、政治处主任黄国山
- 卫生部：部长林士笑、政治委员李毅、副政治委员刘瑞芳
  - 后方医院：院长叶辅勋、政治委员刘瑞芳、副院长朱亮初
- 特务团：团长程致远、参谋长陈景龙、政治处主任宋治民

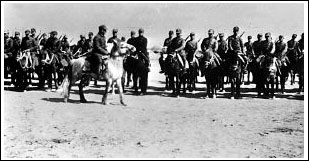
1941年8月1日，新四军第四师骑兵团在江苏成立。

- 骑兵团：团长兼政治委员黎同新、副团长周纯麟（1941年8月组建。）
- 睢杞独立团：团长马玉堂、政委王其梅、政治处主任张剑石
- 抗日军政大学第4分校：校长兼政治委员彭雪枫（兼）、副校长吴芝圃（兼）、教育长刘清明、政治部主任李干辉、副主任张明河

### 第10旅
第10旅，旅长刘震，政治委员康志强、金明（后），参谋长沈启贤，副参谋长冯志湘，政治部主任康志强（兼）、高农斧（后）。
- 供给处：处长肖志贤
- 军医处：处长李永春
- 第28团：团长冯志湘、罗保连、政治委员朱世金、蔡文福（后）、参谋长晏盛明、政治处主任温润生
- 第29团：团长王德荣、政治委员王德贵、副团长周世忠、参谋长张竭诚、政治部主任尤奋涛

### 第11旅
第11旅，旅长滕海清，政治委员孔石泉，副旅长张太生，政治部主任黎同新。
- 供给处：处长白辛夫
- 第31团：团长兼政治委员张太生（兼）、副团长陈芳明、参谋长罗杰、政治处主任张彤
- 第32团：团长姚运良、赵海枫（后）、政治委员周启邦、参谋长扶廷修、吴忠泰（后）、政治处主任喻新华
- 第33团：团长蓝侨、政治委员王其梅、参谋长刘东光、政治处主任贺恩宽

### 第12旅
第12旅，旅长谭友林(饶子健代)，政治委员赖毅，副旅长黄思沛，参谋长罗保廉，政治部主任刘作孚。1941年6月，第12旅撤销番号，所属各团归师部直接指挥。
- 第34团：团长张永远、鲁子傅（后）、政治委员李延杰、刘作孚（后）、李忠道（后）、副团长张登先、政治处主任刘增奎、万庆夫（后）
- 第35团：团长张松涛、政委蔡文福、副团长李秉素、参谋长李春台、政治处主任程壁源[9]

### 萧县独立旅
1941年3、4月间与第十二旅合编，旅长纵翰民，政治委员李忠道，参谋长廉平，政治部主任陈其五。

## 第五师

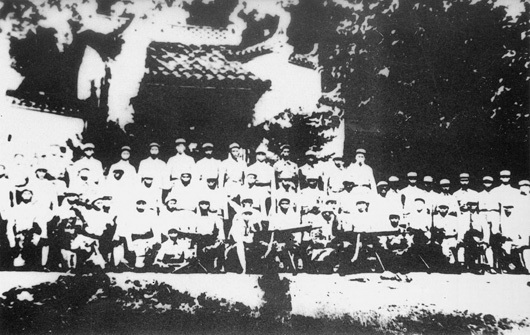
新四军第5师机枪分队

由豫鄂挺进纵队改编，师长兼政治委员李先念，参谋长刘少卿，政治部主任任质斌，副主任王翰。1942年7月，新四军5师改由中共中央军委直接指挥，建制上仍隶属新四军。
- 司令部
  - 参谋处：处长杨焕民
  - 副官处：处长李梓金
  - 军需处：处长吴其芳
  - 军医处：处长淡太阶
- 政治部
  - 组织部：部长顾循
  - 宣传部：部长刘放
  - 锄奸部：部长陈一震
  - 敌工部：部长邝林
  - 民运部：部长杨安平
  - 联络部：部长吴若岩
- 后勤部：部长许金彪、政治委员罗时初、副部长杨文忠
- 卫生部：部长栗秀真、政治委员曾昌华、医务主任孙光珠
- 随营军事学校：校长李先念（兼）、政治委员黄春庭、李先念(后兼)、副政治委员黄春庭（后）、政治部主任冷新华
- 特务团：团长张水泉、政治委员岳林、参谋长谭执政、政治处主任余潜
- 鄂豫边区党委警卫团：团长兼政治委员汪进先
- 鄂南独立第5团：团长王甦、政治委员黄金德
- 鄂北支队：支队长兼政治委员余剑天、副支队长宋斌
- 信应独立团：团长蔡武

### 第13旅
第13旅，旅长周志坚，政治委员方正平，副旅长萧远久，参谋长黄霖，政治部主任栗在山。
- 第37团：团长夏世厚、政治委员戈平、参谋长黄世良、政治处主任杜宪邦
- 第38团：团长萧远久（兼）、政治委员栗在山、李人林（后）、副团长梁天云、参谋长罗孟刚、政治处主任白相国[10]
- 第39团：团长蔡松荣、政治委员杨焕民、胡林（后）、副团长黄世德、参谋长朱仿、政治处主任刘子海

### 第14旅
第14旅，旅长罗厚福，政治委员张体学，副旅长吴林焕，参谋长熊作芳，政治部主任夏农苔。
- 第40团：团长黄宏伸、杨天云、政治委员熊作芳、参谋长周正、政治处主任华大魁
- 第41团：团长熊桐柏、政治委员聂庆泰
- 第42团：团长冯仁教、政治委员余孝礼、聂庆泰（后）、参谋长王遵义、政治处主任胡仁

### 第15旅
第15旅，旅长王海山，政治委员周志刚，副旅长朱立文，参谋长张文津，政治部主任张执一。1942年4月，第十四旅、第十五旅、特务旅撤编。
- 第43团：团长兼政治委员朱立文（后胡林任政委）、副团长张卓然、参谋长杨子仿、林光耀（后）、政治处主任林滔、雷天明
- 第44团：团长黄人杰、政治委员黄德奎、副团长许太鹏、参谋长刘友海、政治处主任方正
- 第45团：团长曹玉清、政治委员李福泰、政治处主任马信凡（后）

### 第一游击纵队
司令员杨经曲，政治委员张执一，政治部主任王潜。于1941年5月撤编。
- 第1团
- 第3团

### 第二游击纵队
由原第7团与信南地方武装组建，11月撤销，司令员黄霖，政治委员黄霖（兼）、刘子厚（后），副司令员冯仁恩、参谋长余学礼，政治部主任余英。
- 第4团
- 第6团

### 第三游击纵队
1941年9月由鄂东地方武装组建，司令员兼政治委员何耀榜。同年11月并入特务旅。
- 独立第2团：团长兼政治委员何耀榜

### 特务旅
1941年11月组建，旅长罗厚福，政治委员兼政治部主任何耀榜。
- 第1团（原40团）
- 第3团（原第3游击纵队）

### 鄂豫边区抗日保安司令部
司令员郑绍文、政治委员夏忠武

## 第六师
由新四军江南部队改编，师长兼政治委员谭震林，参谋长罗忠毅。1941年11月，第六师并入第一师，对外保留番号。一师二旅并入十六旅在江南坚持斗争，十八旅北撤苏中。

### 第16旅

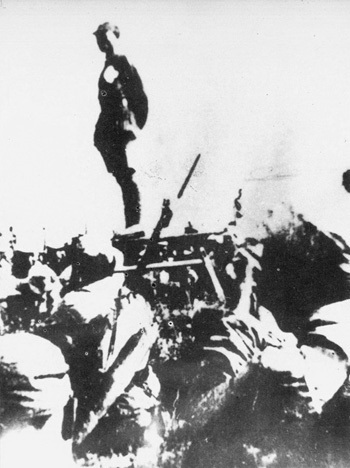
1941年，第16旅政治委员廖海涛在苏南溧阳县塘马给指战员做反“清乡”斗争的动员。

第16旅，旅长罗忠毅，政治委员兼政治部主任廖海涛，参谋长王胜，政治部副主任王直。
- 第46团：团长黄玉庭、政治委员钟国楚、罗福佑（后）、副团长顾复兴、参谋长马荣波、胡品山（后）、政治处主任芦河、张鏖（后）
- 第47团：团长巫恒通、政治委员兼副团长胡兆仲、参谋长刘一云、邹耀堂、严根辉（后）、政治处主任周乐生
- 第48团：团长诸葛慎、政治委员罗福佑、参谋长杨汉凌、政治处主任彭冲

### 第18旅
第18旅，旅长江渭清，政治委员温玉成，参谋长夏光，政治部主任张英。
- 第51团：团长张开荆、政治委员陈光、参谋长赵伯华、罗散平（后）
- 第52团：团长陈挺、政治委员张鏖、刘飞（后）
- 第53团：团长兼政治委员刘飞、政治处主任舒石生
- 第54团：团长朱长清、吴泳湘（后兼）、政治委员吴泳湘、参谋长王明星、政治处主任黄吉欣

### 江南东路保安司令部
司令员何克希，政治委员吴仲超，
- 警卫第1团：团长杨继云、政治委员曹德辉、包厚昌、参谋长陈新、政治处主任包厚昌、王子平（后）
- 警卫第2团：团长郭步晨、政治委员李复、宋发宗（后）
- 警卫第3团

### 江南西路保安司令部
司令员韦永义。

## 第七师
由第三支队挺进团和皖南突围部队改编，师长张鼎丞(未到职)，副师长傅秋涛，政治委员曾希圣，参谋长李志高，政治部主任何伟，副主任黄火星。
- 供给部：部长李逼模
- 挺进团：团长林维先，政治委员彭胜标、参谋长傅绍甫、政治处主任曾宪忠

### 第19旅
第19旅，旅长孙仲德，政委曾希圣(兼)，政治部主任何伟（兼）。
- 第55团：团长谢忠良、政治委员肖辉锡、黄火星（后）、副团长黄彬（后）、参谋长刘世相、政治处主任黄彬、温樛桂（后）、何志远（后）
- 第56团：团长孙仲德（兼）、[12]丁麟章（后）、政治委员叶耀虞、张闯初（后）、副团长徐绍荣、参谋长王得胜、政治处主任叶耀虞（兼）、高立忠（后）、副主任刘全
- 第57团：团长梁金华、政治委员马长炎、副团长赖政纲、陈仁洪（后）、参谋长徐绍荣、政治处主任刘全